# Magyar Sakkvilág
A Magyar Sakkvilág 1911–1950 között megjelenő sakkfolyóirat volt, 1922–1950 között a Magyar Sakkszövetség lapja. 2003-tól egy vállalkozás ismét Magyar Sakkvilág címmel ad ki havonta megjelenő folyóiratot. Felelős szerkesztője Németh Zoltán.

## Története
Az egyik első hazai sakkújság 1911-ben indult Gajdos János szerkesztésében. 1916-ban a háború miatt a kiadása megszakadt, s 1917-ben Abonyi István indította újra, de csak 1919-ig működött. 1922-ben a kecskeméti Tóth László  sakkozó, kecskeméti polgármester indította újra harmadszor a lapot, az első egységes Magyar Sakkszövetség hivatalos kiadványaként. Tóth László gondozásában jelentős európai sakkújsággá fejlődött, a legtöbb számában német nyelvű cikkeket is közlő Magyar Sakkvilág, melynek társkiadványaként mellékletek és könyvek egész sora jelent meg. Az 1950-ig folyamatosan kiadott havi folyóiratban ismert hazai és külföldi szerzők publikáltak, s szerkesztője levelezésben állt a világ minden táján működő sakk-kiadókkal. A lap jelentős szerepet játszott abban, hogy a magyar sakkozás  nemzetközi színvonalúvá fejlődött. A Magyar Sakkvilág működésének három évtizede az újság- és könyvkiadás fénykora volt a hazai sakkéletben. Az újság kiadóját 1950-ben államosították, a lapot felszámolták, helyét az állami kiadású Magyar Sakkélet vette át.

## 2003-tól
2003-tól egy vállalkozás ismét Magyar Sakkvilág címmel ad ki havonta megjelenő folyóiratot. Felelős szerkesztője Németh Zoltán.